# Galeria dels Enterraments
La Galeria dels Enterraments és una obra medieval de Cervera (Segarra) protegida com a Bé Cultural d'Interès Local.

## Descripció
La galeria dels enterraments es troba sota la plaça del fossar, que havia estat el cementiri de l'església de Santa Maria. Hom documenta l'existència de galeries subterrànies a manera de catacumbes, amb diversos enterraments que podrien formar part d'un estrat inferior del primitiu fossar o fins i tot de sepultures reservades a la congregació dels Dolors. De difícil accés, només es comunica amb l'exterior mitjançant una petita obertura en el mur o talús situat sota la placeta.